# Jacques Aubert (Entomologe)
Jacques Aubert (* 17. August 1916 in Lausanne, heimatberechtigt in Le Lieu; † 4. August 1995 in Lutry) war ein Schweizer Entomologe. Sein Forschungsschwerpunkt waren die Steinfliegen (Plecoptera).

## Leben
Aubert machte 1941 seinen Abschluss in den Naturwissenschaften an der Universität Lausanne. Anfänglich an Chemie interessiert, wandte er sich während seines Promotionsstudiums der Insektenkunde zu, wo er 1946 mit einer Dissertation über die Steinfliegen der Romandie unter der Leitung von Jacques de Beaumont und Robert Matthey zum Doktor der Naturwissenschaften promoviert wurde.
Im selben Jahr wurde er Präparator am Musée cantonal de zoologie de Lausanne. Später wurde er zum Kurator ernannt. Am 1. Januar 1967 trat er die Nachfolge von Jacques de Beaumont als Direktor des Naturkundemuseums an. Gleichzeitig wurde er zum Dozenten an der Universität Lausanne und dann zum ausserordentlichen Professor für Entomologie und Zoogeographie berufen. Beide Positionen hatte er bis zu seiner Pensionierung im Jahr 1981 inne, als er zum Honorarprofessor der Universität Lausanne ernannt wurde.
Als Kurator konzentrierte er sich in erster Linie auf Wasserinsekten, widmete sich aber auch den Gruppen, die in den Sammlungen der Institution wenig vertreten waren, darunter den Heuschrecken, den Schnabelkerfe, den Nachtfaltern und den Zweiflüglern. Mit dem auf seinen zahlreichen Reisen gesammelten Material konnte er die entomologischen Sammlungen des Museums erheblich ausbauen. 1946 studierte er Steinfliegen in der gesamten Schweiz. Im April desselben Jahres heiratete er in Cécile Pelet. Aus dieser Ehe gingen drei Söhne hervor. Von 1947 bis 1960 erkundete er die Berge Kalabriens, Siziliens, Griechenlands, Spaniens, Portugals, Italiens, Frankreichs und Nordafrikas.
Im September 1956 organisierte er das erste internationale Symposium über die Plecoptera in Lausanne. Ab 1959 führte er eine Langzeitstudie über Insektenwanderungen am Col de Bretolet, an der französisch-schweizerischen Grenze am Fusse des Val d’Illiez, durch.
Von Ornithologen, die seit einigen Jahren am Bretolet-Pass lebten, auf die Existenz intensiver Insektenwanderungen aufmerksam gemacht, liess Aubert nach einer zweijährigen Vorstudie eine Beobachtungshütte am Col de Bretolet bauen. Diese Infrastruktur ermöglichte es ihm, fast 16 Jahre lang mehrere Forschungsprojekte durchzuführen, insbesondere über die Wanderungen von Schwebfliegen und Nachtfaltern. Ab 1962 organisierte er Sommer- und Herbstcamps für junge Naturforscher, die rund um die Uhr am Bretolet-Pass im Einsatz waren, tagsüber Daten über Schwebfliegenwanderungen und nachts über Nachtschmetterlinge sammelten. Ab 1966 führte er eine systematische Untersuchung von nachtaktiven Insekten im Naturschutzgebiet Bois-de-Chêne durch, das in den Ausläufern des Jura-Gebirges im Kanton Waadt liegt.
In den Jahren 1973 und 1974 organisierte er mehrere Exkursionen zur Untersuchung der Insektenwanderungen am Rawyl- und am Balme-Pass. Im Frühjahr 1976 studierte er die Entomofauna am Bretolet-Pass.
1970 organisierte er im Rahmen des Europäischen Naturschutzjahres die Ausstellung SOS Nature, die in Zusammenarbeit mit dem Muséum d’histoire naturelle de la Ville de Genève realisiert und von 200.000 Menschen besucht wurde.
Aubert war Mitglied vieler wissenschaftlicher Gesellschaften im In- und Ausland und beteiligte sich an der Arbeit der Gremien mehrerer dieser Gesellschaften. 1961 war er Präsident der Société Vaudoise des Sciences Naturelles und mehrere Male war Vorsitzender der Société vaudoise d’Entomologie. 1958 war er Vizepräsident der Société suisse de Zoologie.
1944 wurde Aubert Mitglied der Schweizerischen Entomologischen Gesellschaft. Von 1950 bis 1971 war er in Zusammenarbeit mit Fritz Schneider Herausgeber der Mitteilungen der Schweizerischen Entomologischen Gesellschaft. 1959 initiierte er die Schriftenreihe Insecta Helvetica, deren erster Band den Steinfliegen der Schweiz gewidmet war.
Anlässlich des 125-jährigen Bestehens der Schweizerischen Entomologischen Gesellschaft im Jahr 1983 wurde Aubert „in Anerkennung seiner Verdienste um die Erforschung der Steinfliegen Europas und seines Einsatzes für die Schweizerische Entomologische Gesellschaft“ zum Ehrenmitglied ernannt.
Auberts Bibliographie umfasst 113 Artikel, die in zahlreichen wissenschaftlichen Fachzeitschriften veröffentlicht wurden. Trotz schwerer gesundheitlicher Probleme arbeitete er bis kurz vor seinem Tod an den Plecoptera weiter. Ende der 1980er Jahre unternahm er mehrere Reisen in das Kanton Tessin, um seine Daten zu vervollständigen.
Im Verlauf seiner Karriere beschrieb Aubert mehr als 100 neue Arten.

## Dedikationsnamen
Nach Aubert sind folgende Taxa benannt:
- Aubertoperla Illies, 1963
- Austronemoura auberti McLellan & Zwick, 1996
- Brachyptera auberti Consiglio, 1957
- Isoperla auberti Rauser, 1965
- Kempnyia auberti Froehlich, 1996
- Leuctra auberti Ravizza & Ravizza-Dematteis, 1985
- Leuctra vinconi aubertorum Ravizza & Ravizza-Dematteis, 1994
- Nemoura auberti Zwick, 1977
- Protonemura auberti Illies, 1954
- Taeniopteryx auberti Kis & Sowa, 1964
- Teutoperla auberti Illies, 1965
- Habroleptoides auberti (Biancheri, 1954)
- Proboscidoplocia auberti Elouard & Sartori, 1996
- Raphidia auberti Aspöck & Aspöck, 1966
- Andrena auberti Benoist, 1961
- Pontania auberti Zirngiebl, 1957
- Syrphus auberti Goeldlin de Tiefenau, 1996